# Sant'Angelo di Piove di Sacco
Sant'Angelo di Piove di Sacco (Sant'Angeło de Piove o Sant'Angeło in veneto) è un comune italiano di 7 254 abitanti della provincia di Padova in Veneto.

## Geografia fisica
Sant'Angelo di Piove di Sacco si estende per 14,0 chilometri quadrati nella pianura a sud-est di Padova, nella territorio della Saccisica, una zona pianeggiante, esito di grandi opere di bonifica nel corso del Novecento.
L'altezza sul livello del mare del capoluogo è di 8 m s.l.m., mentre ci sono altre variazioni tra 3 e 8 m s.l.m con una escursione altimetrica di 5 metri.
Il comune è attraversato dal raccordo stradale che collega l'area industriale orientale di Padova con la strada statale 516 Piovese.
Sant'Angelo di Piove di Sacco confina con i seguenti comuni: a nord Saonara e Vigonovo, a nord-est Fossò; ad ovest Legnaro, a sud Brugine e a sud-est Piove di Sacco e Campolongo Maggiore. Celeseo e Vigorovea sono le frazioni più estese e popolose, punti di riferimento dell'intero territorio comunale.

## Origini del nome
Il nome deriva chiaramente dal vicino comune di Piove di Sacco, al quale è affiancato Sant'Angelo.
In alcuni atti notarili risalenti al XII e al XIII secolo la cittadina viene indicata come Sanctangelo, mentre alcuni decenni dopo il nome subisce una modifica, per la quale diventa Sanctangelo de Sacco, e da qui al toponimo attuale.

## Storia

### Romani e Longobardi
Dopo i Veneti furono i Romani i primi a colonizzare la zona di Sant'Angelo, dove costruirono un centro urbano collegato a Patavium (Padova) e ad Atria (Adria)
attraverso la Via Popilia-Annia, che costituiva anche l'asse viario principale (cardo maximus) della cittadina.
Dopo la caduta dell'Impero romano d'Occidente, si insediarono nella zona alcune comunità di Longobardi i quali, per sfruttare un territorio paludoso poco utilizzato in epoche precedenti, bonificarono tutta la zona con grandi opere idrauliche, stabilendo anche degli argini al vicino e piccolo Canalazzo, fiume in cui convogliarono tutta l'acqua che aveva inondato il territorio.
Il paese è conosciuto sin dal 1080, grazie a documenti di un vescovo padovano che attestano i diritti sulla zona. La proprietà del vescovo risale all'897, grazie ad una donazione dell'allora re d'Italia, Berengario. I pescatori locali, in quel periodo, rifornivano il vescovo di pesce fresco nella zona di "Chiusadoneghe", estesa superficie d'acqua vicino a Liettoli. La proprietà della zona passò sotto varie famiglie nobili che si spartirono il possesso del territorio.

### Simboli
Lo stemma è stato riconosciuto con decreto del capo del governo del 15 aprile 1929.
L'attuale stemma comunale si ispira ad una versione semplificata di quella in uso fin dal 1886 e che a sua volta riprendeva il blasone della locale famiglia Santanzolo (Sant'Angelo). Esso consisteva in otto fasce a colori alternati azzurro, argento, rosso, il tutto attraversato da una sbarra d'argento caricata della scritta "Santanzolo" posta nel senso della pezza.
Il gonfalone, approvato dal Consiglio Comunale il 6 febbraio 1987 e concesso con D.P.R. n. 1287 del 13 marzo 1989, è costituito da un drappo di bianco.

## Società

### Evoluzione demografica
Abitanti censiti

## Amministrazione

### Sindaci dal 1946
| Nominativo                                           | Nominativo                                        | Partito / Coalizione                              | Periodo                                           | Elezione                                          |
| Sindaci eletti dal Consiglio comunale (1946-1996)    | Sindaci eletti dal Consiglio comunale (1946-1996) | Sindaci eletti dal Consiglio comunale (1946-1996) | Sindaci eletti dal Consiglio comunale (1946-1996) | Sindaci eletti dal Consiglio comunale (1946-1996) |
| ---------------------------------------------------- | ------------------------------------------------- | ------------------------------------------------- | ------------------------------------------------- | ------------------------------------------------- |
|                                                      | Mario Boran                                       | Democrazia Cristiana                              | 1946-1947                                         | 1946                                              |
|                                                      | Sante Lazzarato                                   | Democrazia Cristiana                              | 1947-1948                                         | (1946)                                            |
|                                                      | Maurilio Maniero                                  | Democrazia Cristiana                              | 1948-1958                                         | (1946)                                            |
| 1951                                                 | Maurilio Maniero                                  | Democrazia Cristiana                              | 1948-1958                                         |                                                   |
| 1956                                                 | Maurilio Maniero                                  | Democrazia Cristiana                              | 1948-1958                                         |                                                   |
|                                                      | Luigi Panizzolo                                   | Democrazia Cristiana                              | 1958-1964                                         | (1956)                                            |
| 1960                                                 | Luigi Panizzolo                                   | Democrazia Cristiana                              | 1958-1964                                         |                                                   |
|                                                      | Lidio Miotto                                      | Democrazia Cristiana                              | 1964-1969                                         | 1964                                              |
|                                                      | Giampaolo Lando                                   | Democrazia Cristiana                              | 1969-1975                                         | (1964)                                            |
| 1970                                                 | Giampaolo Lando                                   | Democrazia Cristiana                              | 1969-1975                                         |                                                   |
|                                                      | Mario Fiorin                                      | L.c. Democrazia Casa Lavoro                       | 1975-1979                                         | 1975                                              |
|                                                      | Giampaolo Lando                                   | L.c. Democrazia Casa Lavoro                       | 1979-1982                                         | (1975)                                            |
| 1980                                                 | Giampaolo Lando                                   | L.c. Democrazia Casa Lavoro                       | 1979-1982                                         |                                                   |
|                                                      | Alessandro Benetazzo                              | Partito Comunista Italiano                        | 1982-1984                                         | (1980)                                            |
|                                                      | Luca Marchese (Commiss. prefettizio)              | -                                                 | 1984                                              | -                                                 |
|                                                      | Giacomo Michieli                                  | Partito Socialista Italiano                       | 1984-1985                                         | 1984                                              |
|                                                      | Guido Negrelli (Commiss. prefettizio)             | -                                                 | 1985                                              | -                                                 |
|                                                      | Giacomo Michieli                                  | Partito Socialista Italiano                       | 1985-1994                                         | 1985                                              |
| 1991                                                 | Giacomo Michieli                                  | Partito Socialista Italiano                       | 1985-1994                                         |                                                   |
|                                                      | Lorenzo Tasca                                     | Democrazia Cristiana                              | 1994-1996                                         | (1991)                                            |
| Sindaci eletti direttamente dai cittadini (dal 1996) |                                                   |                                                   |                                                   |                                                   |
|                                                      | Lorenzo Tasca                                     | Centro-sinistra                                   | 1996-2000                                         | 1996                                              |
|                                                      | Lino Gabriele Pressato                            | Centro-destra                                     | 2000-2004                                         | 2000                                              |
|                                                      | Carlo De Rogatis (Commiss. straordinario)         | -                                                 | 2004-2005                                         | -                                                 |
|                                                      | Romano Boischio                                   | Centro-sinistra                                   | 2005-2015                                         | 2005                                              |
| 2010                                                 | Romano Boischio                                   | Centro-sinistra                                   | 2005-2015                                         |                                                   |
|                                                      | Mariano Salmaso                                   | Centro-sinistra                                   | 2015-2020                                         | 2015                                              |
|                                                      | Guido Carlin                                      | Centro-destra                                     | 2020-in carica                                    | 2020                                              |

Celeseo ha una curiosa situazione amministrativa. Il territorio della frazione di Celeseo è suddiviso fra tre comuni (Vigonovo, Saonara e Sant'Angelo di Piove di Sacco) e due province (Padova e Venezia).
La chiesa (Presentazione della B.V. Maria) della parrocchia di Celeseo (1 620 abitanti) è nel territorio di Sant'Angelo di Piove di Sacco.